# Luca de la Torre
Lucas Daniel de la Torre (San Diego, 23 de maio de 1998) é um futebolista estadunidense que atua como meio-campo. Atualmente joga pelo San Diego FC, emprestado pelo Celta de Vigo.

## Carreira no clube

### Início de carreira
Nasceu e foi criado em San Diego, Califórnia, e começou a jogar futebol no Nomads SC e no San Diego Surf, antes de se mudar para a Inglaterra para jogar no Fulham em 2013. De la Torre fez sua estreia pelo Fulham em 9 de agosto de 2016 na primeira rodada da Copa da Liga Inglesa contra o Leyton Orient, começando a partida e jogando 88 minutos em Brisbane Road com a vitória do Fulham por 3–2. Seu primeiro jogo na liga foi uma partida contra o Bolton Wanderers em 28 de outubro de 2017, como substituto de última hora de Tomáš Kalas em um empate em casa por 1–1. Ele marcou seu primeiro gol pelo Fulham na Copa da Liga Inglesa contra o Millwall em 25 de setembro de 2018.

### Heracles
Em 6 de agosto de 2020, de la Torre assinou um contrato de dois anos com o Heracles Almelo, da Eredivisie. Ele deu uma assistência em sua estreia na Eredivisie em 13 de setembro de 2020, na vitória por 2 a 0 sobre o ADO Den Haag. Ele foi nomeado para a equipe do mês da Eredivisie em março de 2021. Ele foi novamente nomeado para a Equipe do Mês da Eredivisie em janeiro de 2022.

### Celta
Em 7 de julho de 2022, de la Torre assinou com o Celta da La Liga.

### Empréstimo ao San Diego FC
Em 21 de janeiro de 2025, de la Torre foi emprestado ao San Diego FC, com opção de compra.

## Carreira internacional
Em 2 de junho de 2018, de la Torre fez sua estreia na seleção principal dos Estados Unidos, entrando como reserva em um amistoso contra a República da Irlanda. Em 2 de fevereiro de 2022, ele fez sua primeira partida pelos Estados Unidos contra Honduras em uma vitória por 3 a 0 nas eliminatórias para a Copa do Mundo.

## Vida pessoal
O pai de De la Torre é espanhol e sua mãe é americana. Como resultado, ele possui um passaporte espanhol.
| Seleção        | Ano   | Partidas | Gols |
| -------------- | ----- | -------- | ---- |
| Estados Unidos | 2018  | 1        | 0    |
| Estados Unidos | 2021  | 3        | 0    |
| Estados Unidos | 2022  | 8        | 0    |
| Total          | Total | 12       | 0    |

## Títulos
Estados Unidos
- Liga das Nações da CONCACAF: 2022–23

Estados Unidos Sub-20
- Campeonato Sub-20 da CONCACAF: 2017